# Расселл, Даниэль Роуз
Даниэль Роуз Расселл (англ. Danielle Rose Russell; род. 31 октября 1999, Пекуаннок Тауншип, Нью-Джерси, США) — американская актриса. Получила известность благодаря ролям в таких фильмах, как «Прогулка среди могил» (2014), «Алоха» (2015), «Пандемия» (2016) и «Чудо» (2017).

## Ранние годы
Рассел родилась в Пекуаннок Тауншип, Нью-Джерси и жила в Западном Милфорде. Даниэль росла в семье бывшей танцовщицы Розмари Радо и певца Уолтера Расселла. Даниэль начала модельную деятельность в юности, появляясь на страницах журналов и рекламных роликах. Актёрскую деятельность девушка начала в школьном театре: она сыграла в нескольких постановках в средней школе Святого Духа в Пекуаннок Тауншип. В 2018 году Расселл окончила среднюю школу через онлайн-курс.

## Карьера
Первой ролью Даниэль Рассел стала роль в фильме «Прогулка среди могил» (2014), где она сыграла четырнадцатилетнюю дочь русского торговца наркотиками. В следующем году она появилась в фильме «Алоха» (2015) в роли дочери героев Брэдли Купера и Рэйчел Макадамс. В 2016 году Расселл снялась в 6 эпизодах короткометражного сериала «Последний магнат». В 2017 году сыграла роль второго плана в фильме «Чудо». В июле 2017 года Расселл снялась в пятом сезоне сериала «Первородные» в роли Хоуп Майклсон. В мае 2018 года был заказан спин-офф сериала под названием «Наследие», центральной героиней которого является Хоуп Майклсон, которую продолжила играть Даниэль.

## Фильмография
| Год       |   | Русское название     | Оригинальное название       | Роль           |
| --------- | - | -------------------- | --------------------------- | -------------- |
| 2014      | ф | Прогулка среди могил | A Walk Among the Tombstones | Люси           |
| 2015      | ф | Алоха                | Aloha                       | Грейс          |
| 2016      | ф | Пандемия             | Pandemic                    | Меган          |
| 2016—2017 | с | Последний магнат     | The Last Tycoon             | Дарла Майнер   |
| 2017      | ф | Чудо                 | Wonder                      | Миранда Навас  |
| 2018      | ф | Мера человека        | Measure of a Man            | Джоани Уильямс |
| 2018      | с | Древние              | The Originals               | Хоуп Майклсон  |
| 2018—2022 | с | Наследие             | Legacies                    | Хоуп Майклсон  |